# Hiltenfingen
Hiltenfingen je obec v německé spolkové zemi Bavorsko, v zemském okrese Augsburg ve vládním obvodu Švábsko.
V roce 2014 zde žilo 1 455 obyvatel.

## Poloha
Sousední obce jsou: Ettringen, Langerringen a Schwabmünchen.